# Яковлев, Кондрат Николаевич
Кондрат (Кондратий) Николаевич Яковлев (1864 — 26 августа 1928) — российский и советский актёр театра и кино. Заслуженный артист государственных академических театров (1921). Герой Труда (1923).

## Биография
Родился в Чернигове в 1864 году в семье мещан-старообрядцев. В три года лишился отца.
С двенадцати лет работал в бакалейной лавке отчима. В 20 лет Яковлев сбежал в Москву с двумя тысячами рублей, которые в течение четырёх лет по рублю крал из кассы. Недолго учился в Консерватории и драматической школе Общества Искусства и Литературы.
В 1889 окончил драматическое отделение Музыкально-драматического училища Московского филармонического общества (класс А. И. Южина).
В 1889—1890 годах играл в Киеве. Был актёром московского Театра Корша (1890—1895), петербургского театра Литературно-художественного общества (1898—1906).
С 1906 года состоял в труппе Александринского театра (с 1920 года Государственный театр драмы). Играл драматические, комедийные и водевильные роли.
В 1924 году Яковлева разбил паралич левой стороны тела. Лишь через год он смог вернуться на сцену, где исполнил несколько небольших ролей.
Умер в Ленинграде 26 августа 1928 года. Был похоронен на Никольском кладбище Свято-Троицкой Александро-Невской лавры. В 1936 году перезахоронен на Тихвинском кладбище (Некрополь мастеров искусств) Свято-Троицкой Александро-Невской лавры. В 1948 году музеем изготовлено новое надгробие, полностью аналогичное соседней гранитной плите русского актёра В. П. Далматова (1852—1912).

## Награды и премии
- Заслуженный артист государственных академических театров (1921).
- Герой Труда (1923).

## Работы в театре
- 1895 — «Власть тьмы» Льва Николаевича Толстого — Никита (бенефис актёра)
- 1902 — «Преступление и наказание» по Ф. М. Достоевскому — Порфирий Петрович
- 1906 — «Воспитатель Флаксман» О. Э. Шмидта — доктор Прель
- 1908 — «Борис Годунов» Александра Сергеевича Пушкина — Шуйский
- 1909 — «Женитьба» Гоголя — Кочкарёв
- 1909 — «Коварство и любовь» Фридриха Шиллера — Миллер
- 1914 — «Проделки Скапена» Мольера — Жеронт
- 1917 — «Дело» А. В. Сухово-Кобылина — Муромский
- 1923 — «Мещанин во дворянстве» Мольера — Журден
- «Лес» Александра Островского — Бодаев
- «Ревизор» Гоголя — Городничий
- «Свадьба Кречинского» Сухово-Кобылина — Расплюев
- «Лев Гурыч Синичкин» Ленского — Лев Гурыч Синичкин
- 1925 — «Пугачёвщина» Тренева — Марей
- 1925 — «Горе от ума» Грибоедова — Тугоуховский
- 1926 — «Конец Криворыльска» Ромашова — Рубашкин

## Фильмография
1. 1914 — Дочь Альбиона. Беззаконие
2. 1921 — Голод
3. 1923 — Дворец и крепость — граф Муравьев
4. 1923 — Комедиантка — помещик
5. 1925 — Степан Халтурин — вахмистр
6. 1927 — Кастусь Калиновский — Муравьев
7. 1928 — Ася — граф Бенкендорф; вторая роль — Чертогон
8. 1928 — Сын рыбака — отец Уриил